# Blide
En blide er et belejringsvåben fra middelalderen. Den kan kaste genstande på 90 kg over 300 m. De genstande kan være sten, brændende træ, døde dyr eller mennesker mod belejrede borge og byer.
Når bliden kastede lig, var det for at sprede sygdom blandt borgens indbyggere.
Det menes at kineserne var de første til at bruge blider i det 6. århundrede f.Kr. Kendskabet til de nye og meget effektive belejringsmaskiner spredte sig mod vest til de arabiske lande og kom i det 9. århundrede e.Kr. til Europa.
Der har i mange år eksisteret modeller af de enorme krigsmaskiner. Middelaldercentret har den største danske blide. Den var i lang tid den største i verden, men i juni 2005 blev den overgået af en blide på Warwick Castle i England. I 2011 vandt Middelaldercentret rekorden tilbage, da der blev sat en længere kastearm på den store blide efter at den gamle knækkede. Museet har også verdens ældste eksisterende blide, der blev bygget i anledning Nykøbing Falsters 700 års jubilæum i 1989.

## Opbygning og teknik
Bliden virker efter vægtstangsprincippet, og den udmærker sig ved meget effektivt at overføre beliggenhedsenergi (potentiel energi) til bevægelsesenergi (kinetisk energi) i et projektil. Den består af en lang hovedarm (vægtstangen), der roterer om en aksel. I den ene ende af hovedarmen hænger kontravægten (drivkraften) tæt på akslen. I den anden ende er der monteret en slyngpose i hvilken projektilet ligger – langt fra akslen. Når bliden lades, står hovedarmen låst med slyngposen mod jorden og ballasten oppe i luften, som indeholder den potentielle energi, der skal drive værket.
Når hovedarmen ikke længere holdes fast, vil den begynde at rotere, og slyngposen følger med, mens den accelereres i en rotationsbevægelse. På et tidspunkt bestemt af vinklen mellem slyngposen og hovedarmen, frigives projektilet og forsætter sin bane mod målet.
I middelalderen var der to måder at hive kastearmen ned til kast. Den ene er, at mange mennesker trækker den ned med et reb, der går igennem taljer for at formindske den kraft, der skal bruges.
Den anden er at lade tovet gå omkring en akse, der sidder mellem to hjul, som to eller fire mand kan gå rundt i. Den kræver mindre mandskab.

## Historie

### Trækkraftsblide
Bliden stammer fra en slynge fra oldtidens Kina. En variation af slyngen, kaldet en tavslynge (latin: fustibalus), bestod af en stav i træ der forlængede kasterens arm og gav et kraftigere kast. Dette udviklede sig til trækkraftsbliden, hvor flere person på samme tid trækker i reb der er monteret på den korte ende af kastearmen, med en slynge i den anden ende. Denne type blide var lille og havde en relativt kort rækkevidde, men den var transportabel og havde en højere skudkadence end større blider, der fungerer ved modvægt. De mindste trækkraftsblider kunne betjenes af én person, der trak i rebet, men de fleste var udformet til at blive betjent af mellem 15 og 45 og typisk med to personer per reb. Disse grupper har i nogle tilfælde været borgere i en by, der har hjulpet til under belejring af deres by. Trækkraftsbliderne havde en rækkevidde på omkring 30-60 m med et projektil på op mod 100 kg.
De første trækkraftsblider blev opfundet af kineserne før år 300 f. Kr. De første trækkraftsblider blev muligvis brugt af mohister i Kina allerede i 300-tallet f.Kr., idet der findes beskrivelser i Mojing (samlet i 300-tallet). Under slaget ved Caishi i 1161 anvendte song-dynastiet blider til at affyre ildbomber af kalk og svovl mod Jin-dynastiets skibe under Jin–Songkrigene. Moderne forskning har vist at trækkraftsbliden blev transporteret til det østlige del af Middelhavsområdet i 500-tallet under Nordlige Zhou eller Sui-dynastiet.
Trækkraftsbliden optræder igen i Byzans. Strategikon af kejser Mauricius, der blev nedskrevet i slutningen af 500-tallet, beskriver en "ballistae der drejer i begge retninger," (Βαλλίστρας έκατηρωθεν στρεφόμενας), hvilket sandsynligvis er en trækkraftsblide (Dennis 1998, p. 99). I manuskriptet Saknt Demetrius' Mirakler, der blev fremstillet af Johannes 1, ærkebiskop af Thessaloniki mellem 610 og 620, beskriver tydeligt trækkraftsbliden blandt det Avaro-Slaviske artilleri: "På bagsiden af disse stykke tømmer hang der slynger og fra forenden store reb, der når de bliver trukket ned og slipper slyngen, sender sten højt op med en høj lyd." (John I 597 1:154, ed. Lemerle 1979)
De blev også brugt med stor effekt af de muslimske hære under den islamiske ekspansion. En bevaret skriftlig kilde med tekniske beskrivelse om disse maskiner er Kitab Aniq fi al-Manajaniq ("كتاب الأنيق في المنجنيق", En Elegant Bog om Blider), der blev skrevet i 1462 af Yusuf ibn Urunbugha al-Zaradkash. Den indeholder detaljer om konstruktionen og anvendelsen af våbnet.
Der hersker en del tvivl om præcis i hvilken periode trækkraftsbliderne, eller viden om dem, nåede til Skandinavien. Vikingerne har muligvis kendt til dem på et meget tidligt tidspunkt, da munken Abbo de St. Germain i beskrivelse af Belejringen af Paris, kaldet De bello Parisiaco fra omkring 890, nævner at der blev brugt krigsmaskiner. En anden kilde nævner at de nordiske folk eller "nordboerne" brugte krigsmaskiner under belejringen af Angers i nutidens Frankrig i år 873. Saxo Grammaticus nævner den første brug af blider i Danmark i 1134, hvor Erik Emune belejrede Haraldsborg ved Roskilde. Det var nødvendigt at indkalde saxere fra Tyskland for at opføre og betjene bliden.

### Hånd-blide
Håndbliden (engelsk) var en stavslynge der var fastgjort på en stav der brugte en vægtstang til at slynge projektilerne afsted med. Grundlæggende var det en én-mandsblide, og den blev brugt af kejser Nikephoros 2. Phokas omkring 965 for at splitte fjendens kampformationer på åbne slagmarker. Den blev også nævnt i Taktika fra general Nikephoros Ouranos (c. 1000), og nævnt i De obsidione toleranda ('Om at udholde belejring' anonym forfatter) som en form for artilleri.

### Modvægtsblide
Den første beskrivelse af en modvægtsblide stammer fra 1100-tallet og er skrevet af Mardi ibn Ali al-Tarsusi som en del af hans beskrivelse af Saladins erobringer. Den næste beskrivelse af en modvægtsblide optræder i den byzantinske historiker Niketas Choniates arbejde fra 1100-tallet. Niketas beskriver en blide der blev brugt af Andronikos 1. Komnenos, den kommende Byzantinske kejser, under en belejring af Zevgminon i 1165: den var udstyret med et ankerspil, som var et apparat der ikke bliver brugt på hverken trækkraftsblider eller hybridblider til at affyre deres projektiler. Chevedden daterer opfindelsen af denne nye type artilleri til belejringen af Nicaea i 1097, hvor den byzantinske kejser Alexios 1. Komnenos, der var allieret med de belejrende korsriddere, efter sigende skulle have opfundet våbnet, der afveg fra det normale design, og gjorde stort indtryk på alle der så det.
Den dramatisk øgede militære effekt af våbnet bliver første gang beskrevet i historiske kilder i forbindelse med belejringen af Tyre i 1124, hvor korsridderne ifølge kilder anvendte "store blider". I 1120–30'erne havde modvægtsbliderne spredt sig ikke kun til korstogsstaterne, men også længere vestpå til normannerne på Sicilien og østpå til det store Seldsjukker-rige. Den militære anvendelse af det nye våben der blev drevet af tyngdekraften, nåede sit højdepunkt i 1100-tallet under belejringen af Acre (1189–91) hvor kongerne Richard 1. af England og Philip 2. af Frankrig kæmpede om kontrollen over byen mod Saladins tropper.
Under korstogene navngav Philip 2. af Frankrig to blider, som han brugte under belejringen af Acre i 1191; "Guds stenkaster" og "Dårlig Nabo." Under belejringen af Stirling Castle i 1304 beordrede kong Edward 1. Longshanks sine ingeniører til at bygge en enorm blide til den engelske hær, som blev kaldt "Warwolf". Rækkevidden og størrelsen på bliderne varierede. I 1421 bestilte den senere kong Karl 7. af Frankrig en blide (coyllar), der kunne skyde med sten på op mod 800 kg,[kilde mangler] mens der ved Ashyun i 118 blev brugt sten på op mod 1.500 kg.[kilde mangler] Den gennemsnitlige vægt for projektilerne var sandsynligvis sted mellem 50-100 kg, og de har skudt omtrent 300 meter.
Skudkadencen kunne være ganske betragtelig; ved belejringen af Lissabon i 1147 var to blider i stand til at affyre en sten hvert 15. sekund. Menneskelig blev også brugt som projektiler ved særlige lejligheder: i 1422 brugte prins Korybut døde mennesker og ko- og hestemøg mod Karlštejn Slot, og han formåede tilsyneladende at sprede sygdom blandt forsvarerne. De største blider brugte store mængder træ: under belejringen Damietta i 1249 kunne Ludvig 9. af Frankrig ifølge kilderne bygge en palisade til hele korstogslejren ud af det træ som kom fra 24 egyptiske blider, som de havde erobret.
Modvægtsblider optræder ikke med sikkerhed i historiske kilder fra Kina før omkring 1268, hvor mongolerne belejrede Fancheng og Xiangyang. Under slaget ved Fancheng og Xiangyang var mongolerne ude af stand til at erobre byerne på trods af at de fastholdt belejringen i årevis, og de skaffede derfor to persiske ingeniører, som byggede hængslede modvægtsblider. Disse krigsmaskiner blev kaldt Huihui-bliden (回回砲, hvor "huihui" er slang der refererer til alle muslimer), eller Xiangyangbliden (襄陽砲), fordi de først blev set under dette slag. [ Efter Aju spurgte Kublai, hjalp kejseren af det Mongolske kejserdømme ham med de kraftige krigsmaskiner Ilkhanate, Ismail og Al-aud-Din fra Irak ankom til Sydkina for at konstruere den nye type blide -? uforståeligt ]. Disse persiske ingeniører byggede mangoneller og blider til belejringen. Kinesiske og muslimske ingeniører betjente artilleriet og belejringsvåbnene for de mongolske hære. Designet blev taget fra dem, der blev brugt af Hulegu til at ødelægge Baghdads mure . Kineserne havde oprindeligt opfundet trækkraftsbliden, men nu stod de overfor den muslimsk designede modvægtsblide i den mongolske hær. De svarede igen ved at bygge deres egne modvægtsblider.
Med introduktionen af sortkrudt begyndte bliden at miste sin militære vigtighed som belejringsvåben, i takt med at kanoner blev mere udbredt under belejringskrige. Blider blev både brugt under belejringen af Burgos (1475–1476) og belejringen af Rhodes (1480). En af de sidste gange man brugte bliden militært var i 1521, hvor Hernán Cortés anvendte den til sit angreb på aztekernes hovedstad Tenochtitlán. Beretninger fra hændelsen fortæller at man valgte at bruge den som følge af begrænsede mængder af krudt. De var tilsyneladende uden succes: det første projektil landede på bliden selv, så den gik i stykker.
I 1851 forsøgte Napoleon 3. at få konstrueret en blide, men det første skud røg 70 meter baglæns, og maskinen brød sammen efter få skud.

### I moderne tid

#### Rekonstruktioner
De fleste blider, der er blevet fremstillet i de seneste par århundreder, har været til rekreative, forskningsmæssige eller uddannelsesmæssige formål, frem for militære. Nye maskiner er blevet opført og gamle er blevet restaureret af living history-entusiaster, til historisk reenactment og ved brug i forbindelse med historiske fejringer. Da deres konstruktion er langt simplere end moderne våben, bruges de også nogle gange i forbindelse med konkurrencer og udfordringer i at konstruere ting.
Den tekniske konstruktion af blider gik tabt engang i 1500-tallet, da kanoner overtog deres militære anvendelse. I 1984 skabte den franske ingeniør Renaud Beffeyte den første moderne rekonstruktion af en blide, baseret på dokumenter fra 1324.
Den første fuldt funktionsdygtige blide der blev fremstillet i moderne tid, var i forbindelse med Nykøbing Falsters 700 års jubilæum i 1989. Det lokale museum byggede en blide, og der blev skudt med den dagligt i de næste tre uger, mens mens 15-30.000 personer overværede det. Bliden var en modvægtsblide med omkring 2 tons ballast, der blev trukket ned ved reb og af taljer. Samme museum rekonstruerede i 1991 en langt større blide med plads til 10 tons ballast. Denne blide trækkes ned ved at fire personer går i to store hjul, så nedhalertovet snos omkring en akse og trækker kastearmen ned.
I 2005 fik Warwick Castle i Warwickshire, England bygget en blide efter det samme design som Middelaldercentrets store blide fra 1991 med undtagelse af en længere kastearm, så den i alt måler 18 meter og den blev dermed verdens største blide. Den består af 22 tons, og i 2006 blev den anerkendt som den kraftigste blide i verden ved at kaste en sten på lidt over 13 kg 249 meter. I 2011 blev Middelaldercentret store blide atter verdens største, idet der blev monteret en længere kastearm, efter at den gamle var knækket.
I den hollandske by Nijmegen har man også fået fremstillet en blide, der anvendes i forbindelse med historiske byfester.
Blider konkurrerer i en af kategorierne i græskarkast i den årlige pumpkin chunking-konkurrence, som afholdes Sussex County i Delaware, USA. Rekordindehaveren er Yankee Siege II fra New Hampshire, der var WCPC Championship i 2013 kastede et græskar 864,35 meter. Den 16 meter høje, og 25 ton tunge blide kan skyde et normalt græskar (ca. 3,5-4,5 kg), som det er krævet for alle deltagere i konkurrencen.

#### Udvikling
Selvom blider sjældent anvendes som våben i dag, har de alligevel fastholdt interessen hos både professionelle og hobbyingeniører, som det er tilfældet i ovenstående græskarkonkurrence. En moderne teknologisk udvikling, særligt inden for konkurrencer, er et design med en såkaldt "flydende blidearm". I stedet for at bruge en traditionel akse, der er fikseret til et skelet, er disse blider monteret på hjul, der kan trille parallelt med overfladen, således at kontravægten falder direkte nedad, når den bliver udløst. Dette giver større skudkraft, idet den kinetiske energi bliver overført til projektilet mere effektivt.

#### Brug i aktivisme og oprør
Under den syriske borgerkrig i 2013 blev oprørere filmet, mens de brugte en blide under slaget ved Aleppo. Bliden blev brugt til at kaste eksplosive projektiler mod regeringstropper.
Under Hrushevskoho streetoprøret i Ukraine i 2014 brugte oprørerne en improviseret blide til at kaste mursten og molotovcocktails mod Berkut.
I 2024 blev det rapporteret at Israel brugte blider mod Libanon.